# Tucao
tucao（中国語: 吐槽弹幕网）は中国の動画共有サイトである。C站や下記の特徴からtucaoと呼ばれる。日本アニメ海賊版サイト。ニコニコ動画が開発した弾幕と呼ばれる画面上にコメントを表示する機能を持つことが特徴であり。